# تجمع بدو وادي شيحوت (غيل بن يمين)
'

تعديل مصدري - تعديل

تجمع بدو وادي شيحوت هي إحدى قرى عزلة غيل بن يمين بمديرية غيل بن يمين التابعة لمحافظة حضرموت، بلغ تعداد سكانها 37 نسمة حسب تعداد اليمن لعام 2004.